# Cerodirphia napoensis
Cerodirphia napoensis är en fjärilsart som beskrevs av Lemaire 1981. Cerodirphia napoensis ingår i släktet Cerodirphia och familjen påfågelsspinnare. Inga underarter finns listade i Catalogue of Life.